# Creu de Serra
Creu de Serra, również: Veïnat de Creu de Serra – miejscowość w Hiszpanii, w Katalonii, w prowincji Girona, w comarce Gironès, w gminie Llagostera.
Według danych INE w 2020 roku liczyła 34 mieszkańców – 14 mężczyzn i 20 kobiet.